# Liên Minh, Đức Thọ
Liên Minh là một xã thuộc huyện Đức Thọ, tỉnh Hà Tĩnh, Việt Nam.
Xã Liên Minh có diện tích 5,72 km², dân số năm 1999 là 5461 người, mật độ dân số đạt 955 người/km².